# Mato Queimado
Mato Queimado es un municipio brasilero del estado del Rio Grande do Sul. Su población estimada en 2004 era de 1.939 habitantes.